# Okladi
Okladi (cyr. Оклади) – wieś w Czarnogórze, w gminie Bijelo Polje. W 2011 roku liczyła 59 mieszkańców.